# أليكسندر هاك
أليكسندر هاك (بالألمانية: Alexander Hack)‏ (8 سبتمبر 1993 بميمينجين في ألمانيا - ) هو لاعب كرة قدم ألماني في مركز الدفاع. شارك مع منتخب ألمانيا تحت 20 سنة لكرة القدم. أما مع النوادي، فقد لعب مع ماينتس 05 ونادي أونترهاخينغ و1. FSV Mainz 05 II ‏ وFC Memmingen ‏ و نادي القادسية السعودي.

## روابط خارجية
- أليكسندر هاك على موقع الدوري الأمريكي (الإنجليزية)
- أليكسندر هاك على موقع قاعدة بيانات كرة القدم.إي يو (الإنجليزية)
- أليكسندر هاك على موقع بيانات كرة القدم. دي إي (الألمانية)
- أليكسندر هاك على موقع Soccerway.com (الإنجليزية)
- أليكسندر هاك على موقع عالم كرة القدم.نت (الإنجليزية)
- أليكسندر هاك على موقع AS.com (الإسبانية)